# Teodoro Baró y Sureda
Teodoro Baró y Sureda (Figueras, Gerona, 28 de enero de 1842-Malgrat de Mar, Barcelona, 22 de septiembre de 1916) fue un periodista, escritor, dramaturgo, maestro y político español.

## Biografía

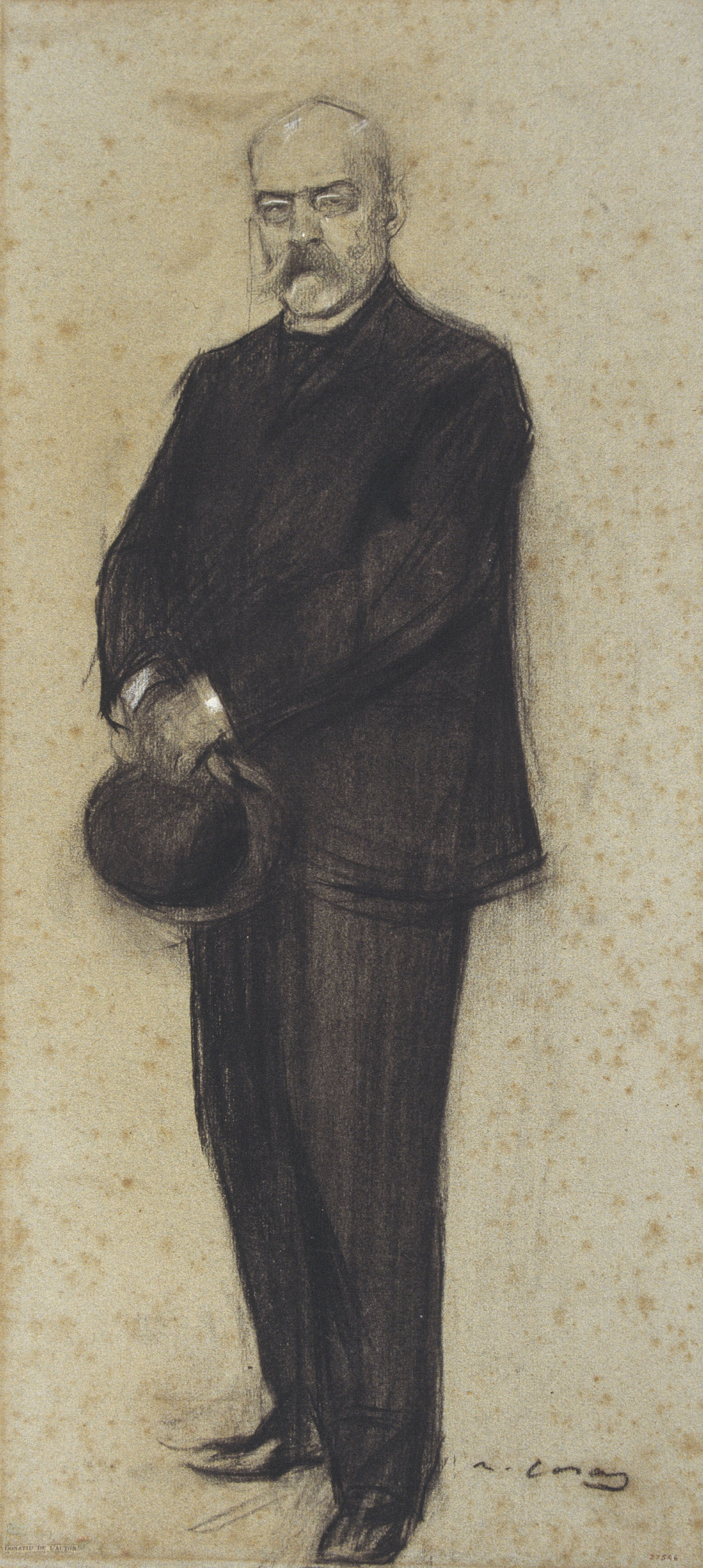
Retratado por Ramón Casas

Era hijo de Inés Sureda y Maimí, de Llagostera, y Manuel Baró y Secret, maestro natural de Figueras, localidad en la que nació. Allí cursó también el bachillerato, en el instituto de segunda enseñanza, y en Barcelona siguió la carrera de Derecho y tomó el título de licenciado en Filosofía y Letras. Para atender a sus estudios, desempeñó una plaza de corrector de pruebas en el diario político La Corona de Aragón. Mientras tanto, se encargó también de hacer alguna traducción y de producir sus primeros escritos. En 1867 se casó con Antonia Romañach.
Algún tiempo después entró a formar parte de la redacción de Crónica de Cataluña, de la que llegó a ser director. Se dedicó al profesorado tras rechazar los nombramientos de juez y de jefe de negociado del Ministerio de Ultramar. Siendo concejal del Ayuntamiento de Barcelona, propuso y fue aceptada la creación de una pensión en Roma, bajo el nombre de Fortuny.
Fue, asimismo, diputado a Cortes, así como gobernador civil de Málaga, Sevilla y La Coruña. Desempeñó también la Dirección General de Beneficencia y Sanidad y, entre los trabajos hechos por su iniciativa en el cargo, se cuentan la organización del Cuerpo de Sanidad Marítima, la creación de un colegio para huérfanos y un asilo para inválidos del trabajo, que fue el primero y, durante un tiempo, el único existente en España.
Resultó elegido diputado a las Cortes de la Restauración en diversas ocasiones: por Barcelona (1881-1883 y 1884-1886), por Ginzo de Limia (1887-1890) y por Figueras (1893-1895).
Colaboró con Juan Mañé y Flaquer en el Diario de Barcelona, del que llegó a ser director tras su fallecimiento. Asimismo, fue miembro de la Real Academia de Buenas Letras de Barcelona y correspondiente por Barcelona de la Real Academia Española.
Falleció en Malgrat de Mar el 22 de septiembre de 1916, a los 74 años de edad.

## Obra
Fue autor de diversos escritos y traducciones. Se listan a continuación algunos de los más destacados:
- Cuentos del hogar
- El buen maestro
- Una nieta de Robinsón (1863), de Alfred des Essarts
- La paz del alma (1873)
- La aldea de San Lorenzo (1873)
- La locomoción terrestre y fluvial marítima
- Compendio de historia universal y particular de España, de Juan Basté y Serarols, que aumentó
- El mundo
- Páginas de la Historia de España

- Cuentos de hadas (1883),[8] de Charles Perrault
- Gou y Guon (1876)
- Amor y Gloria (1878)
- Un drama en la Aldea (1878)
- Luz y tinieblas (1879)
- Aventuras de un ochavo
- Compendio de Historia de España (1883)
- Velada de invierno (1885)
- El buen maestro (1885)
- Juan Alcarreño (1889)

Teatro
- Amor con amor se paga
- Qui de sa casa n'es cuyda..! o ¡Quien mucho abarca!... (1867)
- La guerra civil (1867)
- A só de tabals (1871)
- Una olla de grills
- La escaleta del costat
- La nit de Nadal
- Bacubio
- Pardalets al cap (1871)
- No es or tot lo que llu (1872)
- Lo secret del nunci (1873)
- En busca de agua (1873)
- Lo joch del disbarats (1884)
- Lo señor Matxaca (1888)